# Mogocsa
Mogocsa (oroszul: Могоча) város Oroszország ázsiai részén, a Bajkálontúli határterületen, a Mogocsai járás székhelye.

## Elhelyezkedése
Az Amur  vízrendszeréhez tartozó Mogocsa (az Amazar mellékfolyója) torkolatánál, Csitától vasúton 709 km-re északkeletre helyezkedik el, az Amazar-hegység előhegyeiben. Vasútállomás a Transzszibériai vasútvonal Csita–Habarovszk közötti szakaszán. 

## Története
A vasút építésekor, 1908-ban alapították, vasútállomását 1914-ben nyitották meg. Az 1930-as évektől, amikor megépült a második sínpár, a Csitai terület (a mai Bajkálontúli határterület) északkeleti részén a bányaipari vállalatok és a járás településeinek ellátását biztosító átrakodóállomás volt. 1950-ben kapott városi rangot. A körzet aranybányászatának központja volt.

## Népessége
- 2002-ben 13 282 fő[2]
- 2010-ben 13 258 fő volt.[3]